# Перемога (Щастинський район)
Перемога (до 2025 — Побєда) — селище в Україні, у Новоайдарській селищній громаді Щастинського району Луганської області. Населення становить 654 особи.

## Географія
У селі бере початок Балка П'ята.

## Назва
05 червня 2025 року відповідно до Постанови Верховної Ради України № 4483-IX селище Побєда було перейменовано на селище Перемога. Постанова набула чинності 18 червня 2025 року.

## Російсько-українська війна
3 вересня 2014 року по розташованому поблизу села штабу Сектора А російські військові з російської території здійснили обстріл з реактивних установок «Торнадо-С» касетними снарядами. Внаслідок обстрілу загинули старший лейтенант 27-го полку Віталій Бей та Микола Осипов, старший сержант Олександр Буйвало, молодші сержанти Богдан Брисенко й Олексій Калюжний, солдати Сергій Авраменко, Сергій Грибеник, Микола Колот, Сергій Куценко.

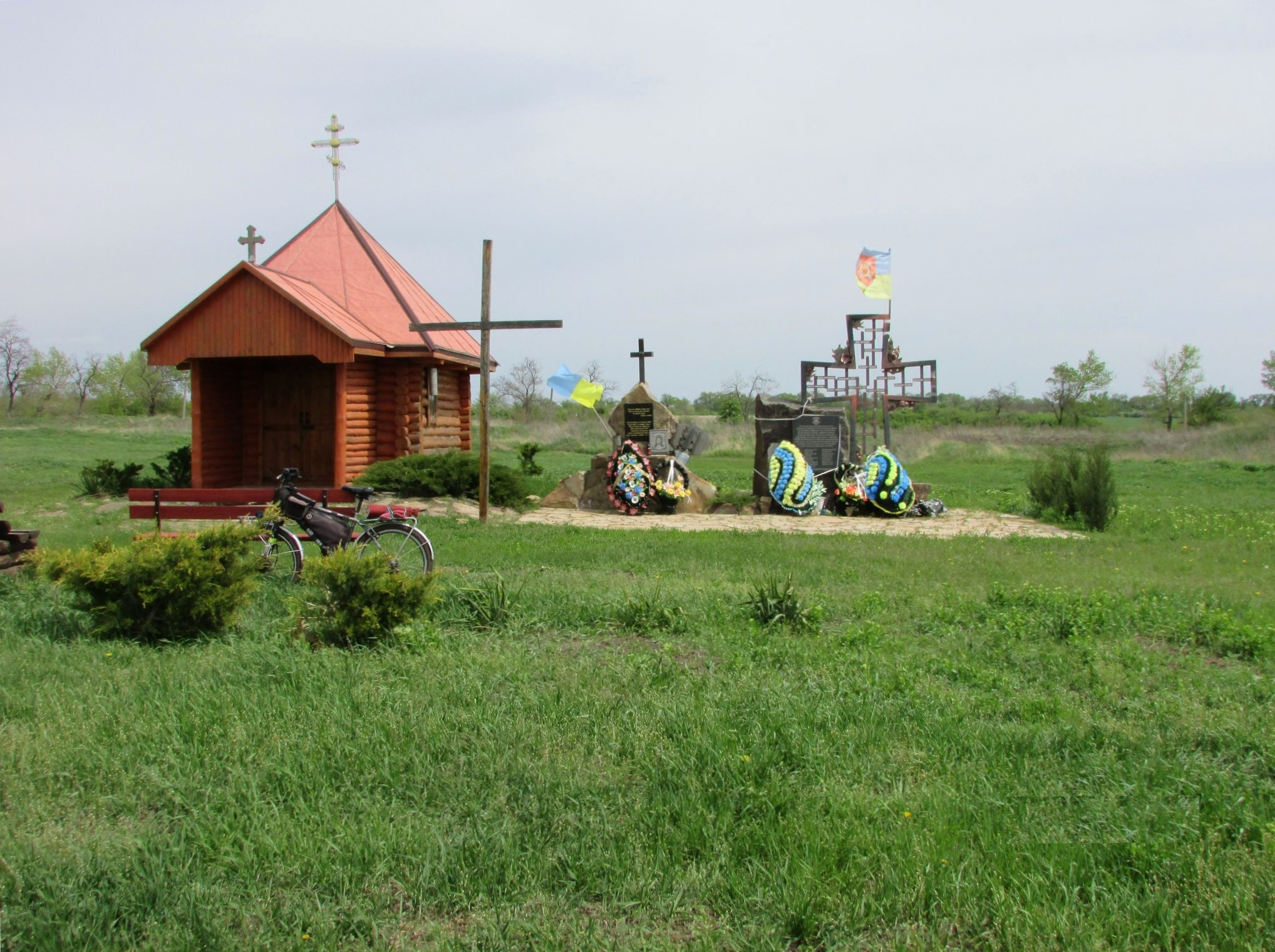
Меморіал військовим ЗСУ

Бійці 3-го батальйону територіальної оборони Львівщини «Воля» повідомили, що селища Побєда більше не існує: його обстріляли зі сторони Щастя з БМ-30 «Смерч» із касетними снарядами. Бази батальйону біля села, яка й була головною ціллю бомбардувань, також більше не існує. Командир батальйону Андрій Кушнір утік у «зеленку».
21 червня 2015 року владика Богдан (Манишин) разом з 11-ма військовими капеланами освятив каплицю Святого архангела Михаїла в Побєді. Біля храму спорудили пам'ятний меморіал загиблим — за офіційними даними в боях біля Побєди загинуло 17 осіб.
- Березовий хрест проти «Смерчів» і «Ураганів» [Архівовано 12 травня 2021 у Wayback Machine.]

## Населення
За даними перепису 2001 року населення селища становило 654 особи, з них 82,87 % зазначили рідною українську мову, 13,76 % — російську, а 3,37 — іншу.

## Пам'ятки
- Парк-пам'ятник садово-паркового мистецтва «Дружба».